# HD 215243
HD 215243，又名BD+10 4805，SAO 108131、HR 8653，是一颗恒星，视星等为6.51，位于銀經79.52，銀緯-40.92，其B1900.0坐标为赤經22h 38m 43.7s，赤緯+10° -40.92′ 10″。